# Вер, Джон де, 12-й граф Оксфорд
Джон де Вер (англ. John de Vere; 23 апреля 1408, Хедингемский замок, Эссекс, Королевство Англия — 26 февраля 1462, Тауэр-Хилл, Лондон, Королевство Англия) — английский аристократ, 12-й граф Оксфорд с 1417 года. Участвовал в Столетней войне, в борьбе с восстанием Джека Кэда в 1450 году. В Войнах Алой и Белой розы занял сторону Ланкастеров. После прихода к власти Эдуарда IV Йоркского был казнён за государственную измену.

## Биография
Джон де Вер принадлежал к знатному английскому роду, представители которого носили титул графа Оксфорд с 1141 года и занимали придворную должность лорда великого камергера с 1133 года. Джон был старшим сыном Ричарда де Вера, 11-го графа Оксфорд, и его второй жены Элис Серджо. Он родился 23 апреля 1408 года в замке Хедингем в Эссексе, а титул и владения унаследовал после смерти отца 15 февраля 1417 года, будучи ещё несовершеннолетним. Опеку над юным графом и его землями осуществляли сначала герцог Эксетер (до своей смерти в 1426 году), затем герцог Бедфорд. В 1425 году Джон женился на Элизабет Говард, дочери сэра Джона Говарда (двоюродного брата другого Джона Говарда — впоследствии 1-го герцога Норфолка). После смерти деда, сэра Джона Говарда из Уиггенхолла (примерно 1366—1436), Элизабет унаследовала земли в Норфолке, Саффолке, Эссексе и Кембриджшире. Граф Оксфорд утверждал, что брак был заключен по совету Эксетера, но королевское разрешение получено не было, так что Джона оштрафовали на 2000 фунтов. Для него это была громадная сумма: графы Оксфорд были едва ли не самыми бедными графами Англии, и сам Джон заявил в 1437 году, что его земли приносят всего 500 фунтов стерлингов в год.
Джон был посвящен в рыцари в Лестере 26 мая 1426 года вместе с тридцатью четырьмя другими молодыми аристократами, включая его брата Роберта и четырехлетнего короля Генриха VI. 4 июля 1429 года он вступил в свои права наследника. В 1431 году граф был назначен членом Тайного совета. В течение 1430-х и 1440-х годов он участвовал в местной политике в Восточной Англии, работал в составе разного рода комиссий в Эссексе, служил мировым судьей в Саффолке и Кембриджшире. В феврале 1435 года Джон получил разрешение на поездку в Святую землю, но неясно, предпринял ли он это путешествие.
В 1436 году Оксфорд участвовал в экспедиции на континент, на помощь Кале, осаждённому герцогом Бургундским; 23 июля 1437 года он присутствовал на похоронах королевы Жанны Наваррской в Кентербери, в июне 1439 года вместе с кардиналом Генри Бофортом был назначен уполномоченным для заключения мира с Францией. 16 мая 1441 года сэр Джон отплыл из Портсмута во Францию вместе с Ричардом Йоркским, который был назначен генерал-лейтенантом и губернатором Франции и Нормандии. В июне 1450 года Оксфорд был в числе дворян, назначенных для борьбы со сторонниками Джека Кэда в Кенте.
В конце 1440-х годов де Вер распространил свое влияние на Норфолк. Он регулярно назначался там мировым судьей, а в 1450 году постарался использовать в своих интересах падение Уильяма де ла Поля, 1-го герцога Саффолка, одного из крупнейших землевладельцев в этом регионе. Граф наткнулся на сопротивление Томаса Скейлза, 7-го барона Скейлза, и вдовствующей герцогини Саффолк. В борьбе между Ричардом Йоркским и семьёй Бофортов сэр Джон долго не занимал чью-либо сторону, хотя был членом регентского совета во время протектората Йорка в 1453—1454 годах. Когда дело дошло до гражданской войны, известной как Война Алой и Белой розы, он продолжал сохранять нейтралитет; известно, что граф на день опоздал к первой битве при Сент-Олбансе, в которой герцог Йоркский захватил в плен короля. В 1459 году де Вер всё-таки примкнул к Маргарите Анжуйской, жене Генриха VI, фактически возглавлявшей ланкастерскую партию. В декабре 1459 года и апреле 1460 он руководил судебными комиссиями в Эссексе, в которых рассматривались дела йоркистов.
После победы Йорков в битве при Нортгемптоне в июле 1460 года Оксфорд долго болел. В ноябре того же года «ввиду своих немощей» он был освобожден от присутствия перед королём, в его совете или парламенте. Возможно, это была симуляция болезни в сложных политических условиях: гражданская война как раз в то время перешла в наиболее ожесточённую фазу, и обе стороны конфликта либо не брали в плен знатных врагов, либо казнили их сразу после битвы. Сын погибшего в бою Ричарда Йоркского Эдуард захватил престол и наголову разгромил Ланкастеров. В феврале 1462 года сэр Джон был арестован вместе со своим старшим сыном Обри, сэром Томасом Тадденхемом и ещё двумя рыцарями. Всех их обвинили в намерении оказать вооружённую поддержку Маргарите Анжуйской и приговорили к смерти за государственную измену. 26 февраля 1462 года графа казнили на Тауэрском холме (Обри обезглавили либо вместе с ним, либо шестью днями ранее). Тело сэра Джона похоронили в церкви Остинфрайерс в Лондоне.

## Семья
Джон де Вер женился в 1425 году (между 22 мая и 31 августа) на Элизабет Говард, дочери сэра Джона Говарда и Джоан Уолтон. В этом браке родились:
- сэр Обри (умер в 1462)[10];
- Джон (1442—1513), 13-й граф Оксфорд[10].
- сэр Ричард[11];
- сэр Джордж (умер в 1503), отец 14-го графа Оксфорда[10];
- сэр Томас (умер в 1489)[10];
- Мэри, монахиня[10];
- Джоан, жена сэра Уильяма Норриса[12];
- Элизабет[10], жена Уильяма Буршье, виконта Буршье[13];